# Menophra strigata
Menophra strigata är en fjärilsart som beskrevs av Fabricius 1794. Menophra strigata ingår i släktet Menophra och familjen mätare. Inga underarter finns listade i Catalogue of Life.